# Crawford Fairbrother
Crawford Fairbrother (Crawford William Fairbrother; * 1. Dezember 1936 in Paisley; † 23. November 1986 ebenda) war ein britischer Hochspringer.
1958 wurde er für Schottland startend Siebter bei den British Empire and Commonwealth Games in Cardiff. Bei den Europameisterschaften in Stockholm kam er auf den zehnten Platz. 1960 schied er bei den Olympischen Spielen in Rom in der Qualifikation aus.
1962 belegte er bei den Europameisterschaften in Belgrad den 13. Platz und wurde Achter bei den British Empire and Commonwealth Games in Perth.
Bei den British Empire and Commonwealth Games 1966 in Kingston wurde er Vierter, bei den British Commonwealth Games 1970 in Edinburgh scheiterte er in der Vorrunde.
1959, 1961 und 1964 wurde er Englischer Meister, 1963 und 1966 Englischer Hallenmeister. Von 1957 bis 1969 wurde er dreizehnmal in Folge Schottischer Meister. Seine persönliche Bestleistung von 2,07 m stellte er 1964 auf.